# 河口学
河口 学（かわぐち まなぶ、1970年5月9日 - ）は、茨城県出身の自動車ジャーナリスト、YouTuber、デジタルクリエイター。LOVECARS!TV!キャスター、Life Goes On TVキャスター。日本自動車ジャーナリスト協会会員。日本カー・オブ・ザ・イヤー選考委員。AUTO COLOR AWARDS審査委員。有限会社Lucca代表。血液型はAB型。ペンネーム「河口まなぶ」と表記されることが多い。
主にYouTubeで活動しており、「LOVECARS!TV!」と「Life Goes On TV」の2つのチャンネルを展開している。現在所有している車は、日産・GT-R、ポルシェ・911、トヨタ・クラウンエステート、トヨタ・ランドクルーザー250、フェラーリ・ローマ、スバル・BRZ、ケータハム・セブン170S、スバル・ソルテラ。

## 略歴
- 1993年　日本大学芸術学部文芸学科卒業後、モーターマガジン社でアルバイトを開始。
- 1995年　フリーランスの自動車ジャーナリストとなり、自動車専門各誌に寄稿。
- 1997年　日本自動車日本自動車ジャーナリスト協会（AJAJ）会員に。 自動車専門誌への寄稿の他、プレイステーションソフト「グランツーリスモ」解説を担当。
- 1999年　自動車専門誌を中心に一般誌へ寄稿。「グランツーリスモ2」解説を担当。
- 2001年　自動車専門誌を中心に一般誌、webへ寄稿。「グランツーリスモ3」解説を担当。テレビ東京深夜番組「三軒茶屋モータリングクラブ」にレギュラーとして出演。
- 2002年　自動車専門誌を中心に一般誌、webへ寄稿。「グランツーリスモ・コンセプト」解説を担当。TV東京「三軒茶屋モータリングクラブ」にレギュラーとして出演。。ホンダ・インテグラ・ワンメイクレース東日本シリーズへ5戦参戦。最終戦富士rdにて、3位表彰台を獲得。02-03日本カー・オブ・ザ・イヤー選考委員。
- 2003年　自動車専門誌を中心に一般誌、webへも寄稿。CS放送等TV番組出演。03-04 日本カー・オブ・ザ・イヤー選考委員。
- 2004年　自動車専門誌を中心に一般誌、webへ寄稿。ドライビングレッスン・インストラクターおよび講師。CS放送等TV番組出演。「グランツーリスモ4」解説を担当。04-05日本カー・オブ・ザ・イヤー選考委員。
- 2005年　自動車専門誌を中心に一般誌、webへ寄稿。ドライビングレッスン・インストラクターおよび講師。CS放送等TV番組出演。05-06日本カー・オブ・ザ・イヤー選考委員。

有限会社Lucca設立。
- 2008年　YouTubeチャンネル「manavideo」開設。
- 2010年　Twitter上で自動車のコミュニティ「LOVECARS!」を設立。同時にYouTubeチャンネルを「LOVECARS!TV!」へ改名。
- 2015年　YouTubeチャンネル「Life Goes ON TV」開設。

## 主な活動

### 自動車雑誌への寄稿
- CARトップ
- Xacar（ザッカー）
- ホリデーオート
- ベストカー

### TV出演
- 三軒茶屋モータリングクラブ（テレビ東京系）
- カーエクスタシア（MONDO21）